# Límni Stimfalía

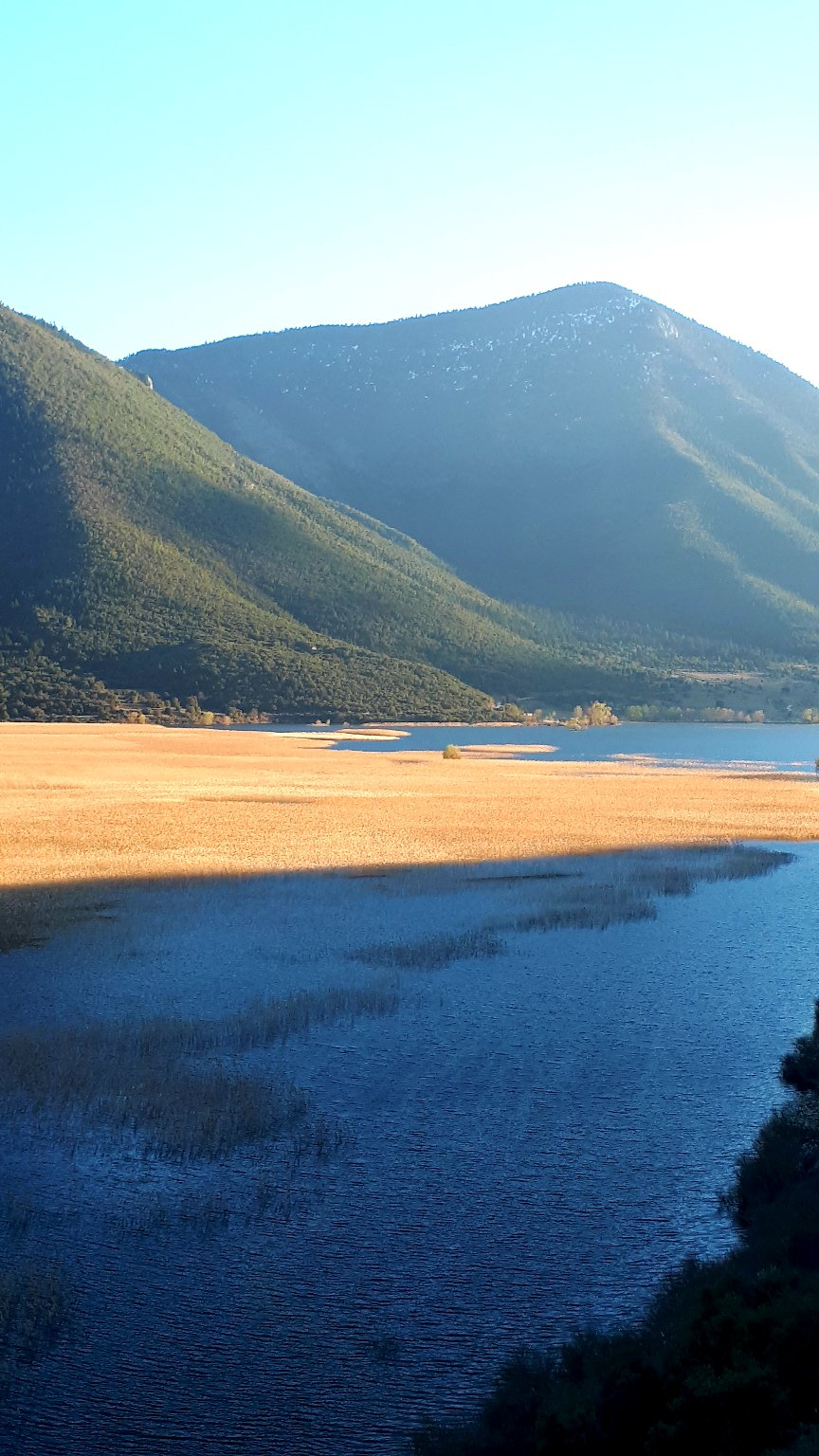

Límni Stimfalía (Lake Stymphalia) är en sjö i Grekland.   Den ligger i prefekturen Nomós Korinthías och regionen Peloponnesos, i den södra delen av landet, 110 km väster om huvudstaden Aten. Límni Stimfalía ligger 600 meter över havet. Arean är 3,5 kvadratkilometer. 